# Kluisberg (Vlaamse Ardennen)

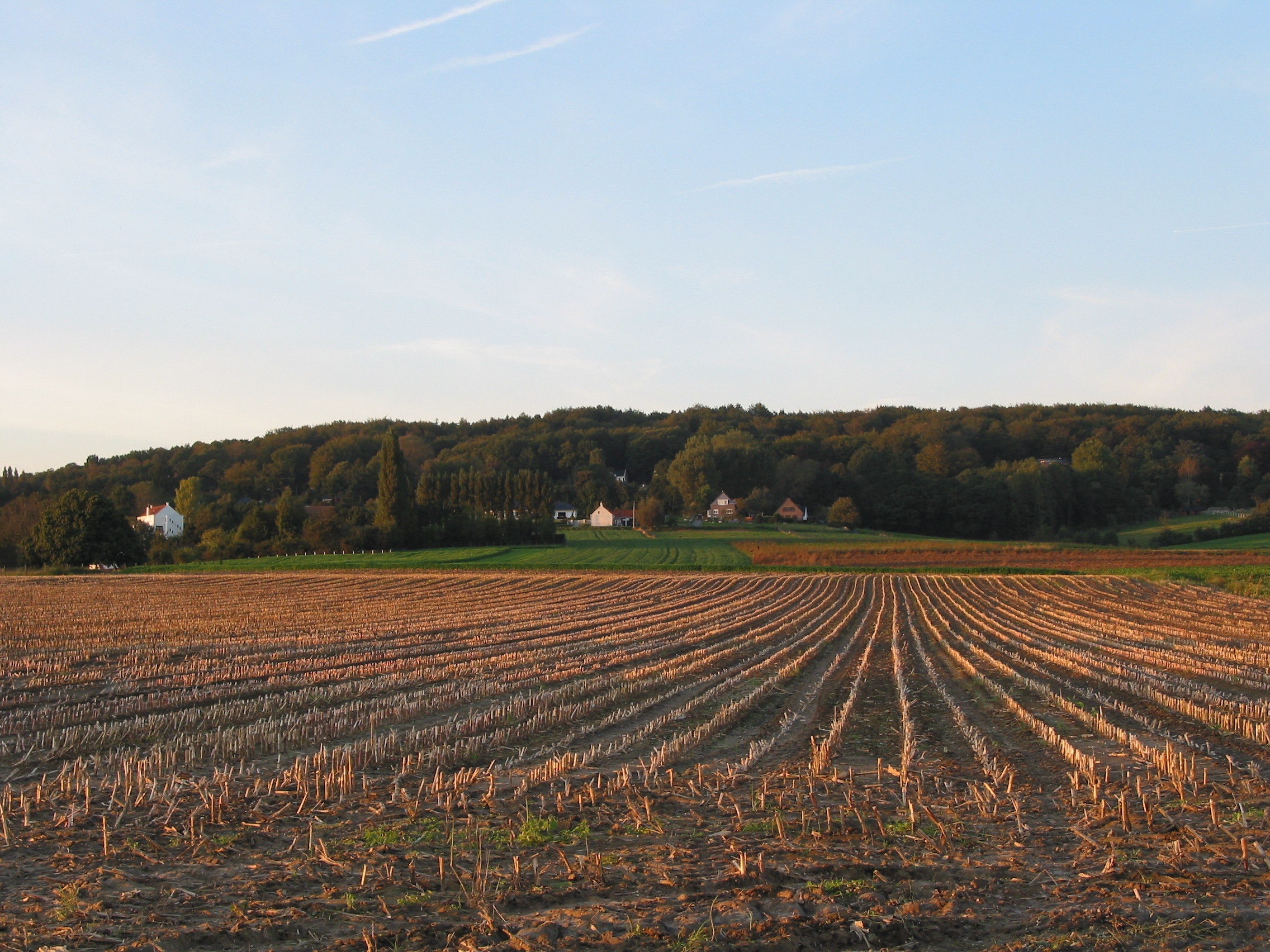
Kluisberg, vanaf Waalse zijde

De Kluisberg (Frans: Mont de l'Enclus) is een heuvel in de Vlaamse Ardennen, op de grens van Vlaanderen en Wallonië. De Kluisberg is 141 meter hoog.
De heuvel maakt deel uit van een heuvelrug die zich in oost-west richting uitstrekt tot de Oudenberg in Geraardsbergen.
De heuvel ligt in twee gemeenten die naar de Kluisberg genoemd zijn: de Vlaamse gemeente Kluisbergen en de Waalse gemeente Mont-de-l'Enclus. Tot in 1963 (vastlegging van de taalgrens) lag de heuvel volledig binnen de provincie Oost-Vlaanderen.
Op de top ligt het bosgebied Kluisbos; op de flanken komen meerdere hellingen met een eigen naam voor, zoals Le Horlitin (centraal op de zuidkant van de heuvel) en de Knokteberg (aan het oostelijk einde van de heuvel).
De Kluisberg is een omvangrijk natuur- en recreatiegebied. Op de top zijn verscheidene toeristische tearooms en restaurants gevestigd. Op de top van de berg ligt een in onbruik geraakte uitkijktoren. De toren zou tijdens de godsdiensttwisten gedurende de 16e eeuw gediend hebben als schuilplaats voor de Bosgeuzen en later als uitkijkpost voor het leger van Napoleon Bonaparte.
De naam Kluisberg zou afkomstig zijn van een op de berg in het Kluisbos aanwezige kluizenaarswoning. Er zijn diverse verhalen hierover. De koning der Franken Childerik I zou in de kluizenaarswoning door een kluizenaar zijn grootgebracht. In een andere legende uit 1148 zouden Iwein van Aalst en Daniel van Dendermonde bij hun terugkeer van de kruistocht overnacht hebben bij een kluizenaar in het Kluisbos die een valsemunter bleek te zijn (de munten werden op grote aambeelden ('enclumes') geslagen, vandaar de Franse naam Mont de l'Enclus).

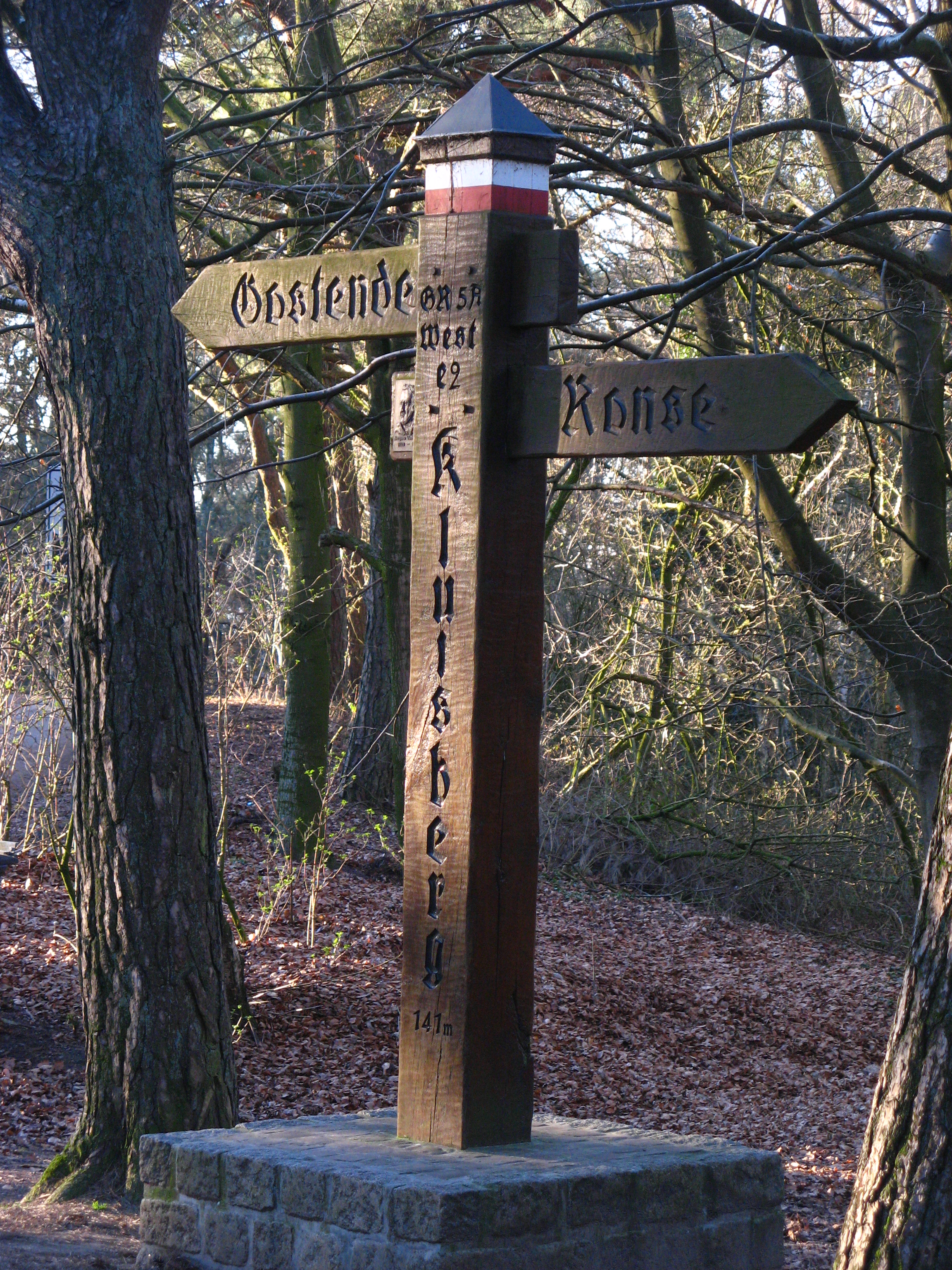
Wegwijzer op de Kluisberg
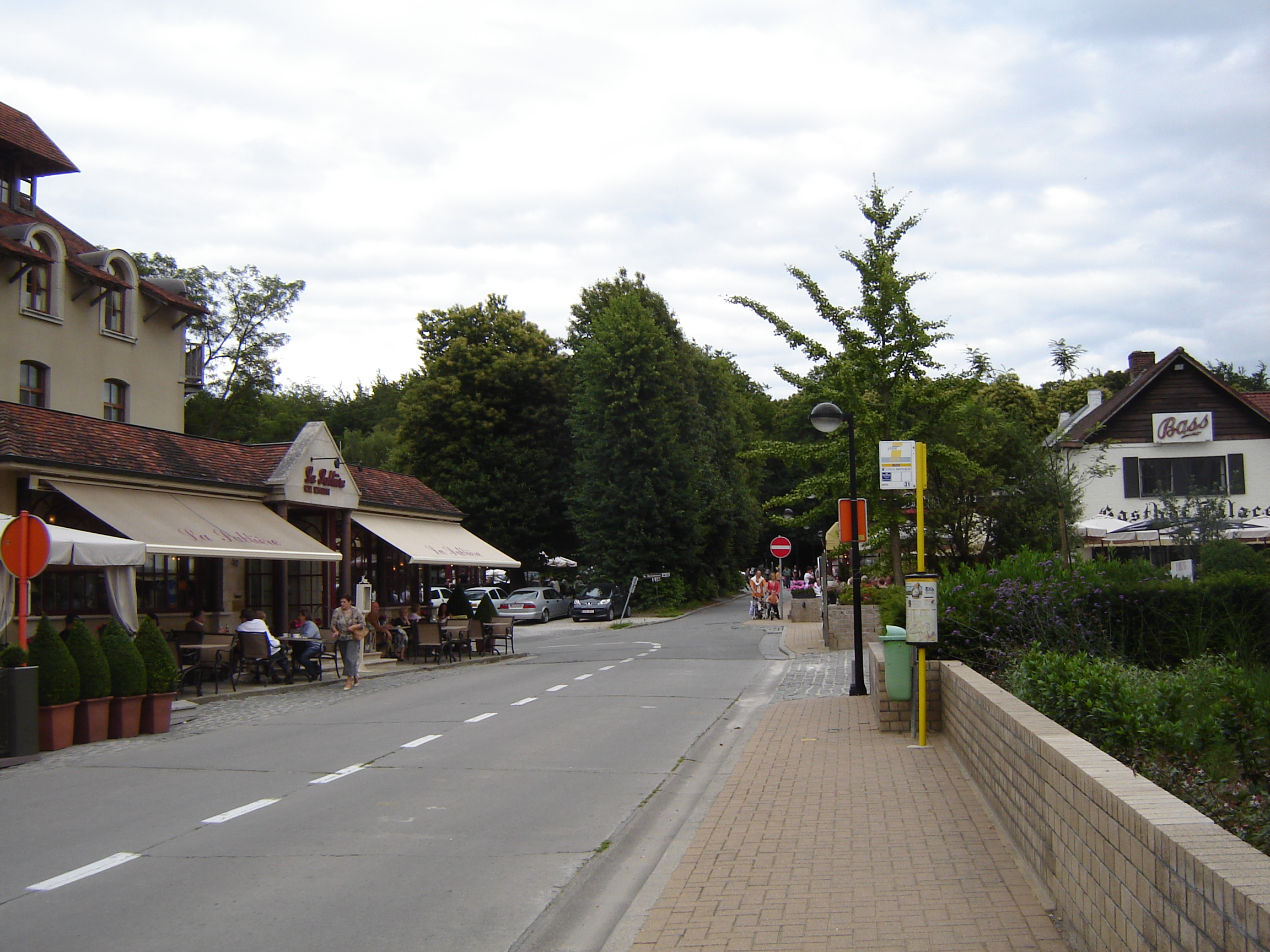
Toerisme en horeca op de Kluisberg

## Wielrennen

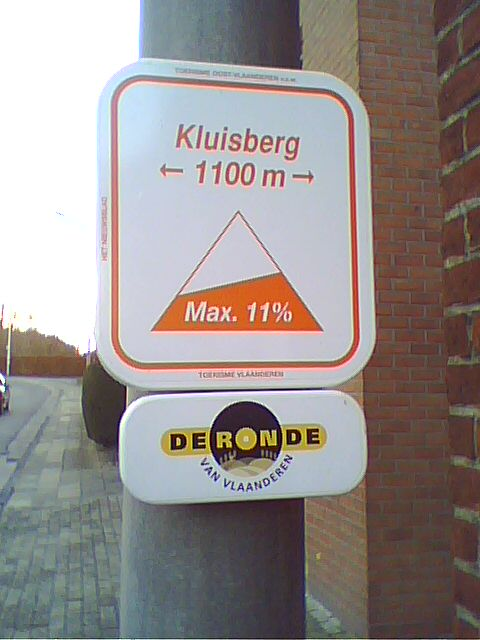
Bord aan de voet van de Kluisberg

### Hellingen
De heuvel is vanuit verschillende richtingen te beklimmen. Twee hellingen liggen op de noordzijde en starten vanuit Ruien. De meest klassieke route gaat via de Bergstraat, een alternatief gaat via de Boskouter. Vanuit het zuiden kan men de beklimming starten in Orroir of kan men via de Chemin du Renard omhoog gaan. Deze laatste beklimming start tussen Orroir en Amougies en gaat omhoog via het gehucht Renard.
Meer aan de oostzijde van de heuvel zijn er nog twee beklimmingen aan de zuidkant: Le Horlitin, die niet tot de top van de heuvelkam gaat, en de Knokteberg.

### Koersgeschiedenis

#### Ronde van Vlaanderen
De Kluisberg is meermaals opgenomen geweest in de Ronde van Vlaanderen, zowel de klim vanuit Orroir als vanuit Ruien.
De klim vanuit Orroir in totaal 7 keer (1942, 1953, 1954, 1994-1996 en 2008). In de jaren 40 en 50 van de twintigste eeuw bestond deze klim uit een smalle kasseiweg, daarna werd het een brede asfaltweg.
In 1942, 1953 en 1954 was de klim de eerste van de dag voor de Kwaremont. In de periode 1994-1996 was de klim de tweede helling, tussen de Tiegemberg en de Knokteberg in. De renners beklommen de helling en daalden deze dan ook weer af aan Henegouwse kant. In 2008 werd de beklimming opgenomen als eerste helling van de dag, voor de Nokereberg.
De klim vanuit Ruien in totaal 11 keer (1955, 1966, 1997-2003, 2007, 2010). In de jaren 50 en 60 van de twintigste eeuw was dit een brede kasseiweg, daarna werd het een brede asfaltweg.
In 1955 en 1996 was de klim de eerste van de dag, voor de Kruisberg. In de periode 1997-2003 werd de klim altijd gevolgd door de Knokteberg, die dezelfde heuvel beklimt maar aan het oostelijke einde van de heuvel. Van 1997-2000 werd de klim voorafgegaan door de Molenberg, in 2001 de Groteberge en in 2002, 2003 en 2007 de Wolvenberg.
De klim vanuit Ruien is in de jaren 2004-2006 niet opgenomen in de Ronde wegens wegwerkzaamheden in Ruien. In 2010 is de helling wederom opgenomen in de Ronde, tussen Den Ast en de Knokteberg.

#### Andere wielerkoersen
De klim vanuit Orroir is daarnaast viermaal (1935, 1954-1956) opgenomen geweest in Gent-Wevelgem, de klim vanuit Ruien tweemaal (1960, 1977).
De helling is negentienmaal (1962, 1978, 1983, 1988-1995, 1997-2000, 2002, 2003, 2007) opgenomen in de Omloop Het Volk, meestal vanaf de zijde vanuit Ruien, soms vanuit Orroir (1988, 1989, 1991, 1992). Ook wordt ze opgenomen in de Omloop Het Volk voor vrouwen en in het Circuit Franco-Belge. De klim vanuit Ruien is eenmaal opgenomen in de Ronde van Frankrijk.
De helling werd ook meermaals opgenomen in Dwars door Vlaanderen toen deze nog Dwars door België heette, in 2018 wordt ze wederom opgenomen in Dwars door Vlaanderen en gaat ze een rol spelen in het eerste deel van de wedstrijd waar ze tweemaal beklommen wordt (in een lus met de Knokteberg). Verder werd ze ook meermaals opgenomen in de E3 Prijs Vlaanderen, toen fietste men na de Oude Kwaremont via de Kluisberg (zijde Orroir) naar de Tiegemberg, tegenwoordig kiest men voor de eerder gesitueerde Karnemelkbeekstraat. Ook wordt ze soms opgenomen in Nokere Koerse. In 2016 is ze voor de eerste maal opgenomen in Kuurne-Brussel-Kuurne. De helling vanuit Orroir wordt ook wel eens opgenomen in het Circuit Franco-Belge.
De zogenaamde Boskouter wordt regelmatig opgenomen in ATB-koersen.

#### Recreatieve routes
De Kluisberg via de zijde Ruien is tevens opgenomen in de recreatieve fietsroutes de LF Vlaanderenroute, LF Heuvelroute en RV8a, deze routes komen op de top op 141 meter hoogte. De Route des Collines gaat ook over deze helling, net als de blauwe lus van de Ronde van Vlaanderenroute (zijde Orroir).